# 九歌現代少兒文學獎
九歌現代少兒文學獎為台灣一個有關文學創作的獎項，於1992年由九歌出版社經營者蔡文甫創立之九歌文教基金會啟辦，目的是鼓勵台灣少年及兒童文學作品創作，提升作品的水平及對象讀者群之鑑賞能力。同時亦希望藉閱讀啟發台灣兒童的創意。
候選作品為四萬字至四萬五千字，適合十歲至十五歲兒童及少年閱讀的白話中文少年小說。得獎作者除獲獎金及獎座外，作品更有機會出版成書。